# Європейський зелений курс
Європейський зелений курс (англ. The European Green Deal») — це набір політичних ініціатив, висунутих Європейською Комісією із загальною метою зробити Європейський континент кліматично нейтральним до 2050 року. Також буде представлено план оцінки впливу, який дозволить збільшити ціль ЄС щодо скорочення викидів парникових газів до 2030 року до мінімум на 50 % та до 55 % порівняно з рівнями 1990 року. План полягає в перегляді кожного діючого закону на його кліматичних переваг, а також введення нового законодавства щодо циркулярної економіки, оновлення будівель, біорізноманіття, сільського господарства та інновацій.
Головними цілями Європейського зеленого курсу є перетворення Європи на кліматично нейтральний континент, підвищення добробуту громадян, захист біологічного різноманіття, екологізація економіки.
ЄЗК був представлений Президентом Європейської Комісії Урсулою фон дер Леєн 11 грудня 2019 року у Європарламенті. Вона заявила, що «Європейський зелений курс» буде «людиною в момент сходження на Місяць», оскільки план зробить Європу першим клімат-нейтральним континентом. 13 грудня 2019 року Європейська рада вирішила випереджати план із відмовою від Польщі. 15 січня 2020 року Європейський Парламент проголосував за підтримку угоди з проханням посилити амбіції.
Комюніке COM (2019) 640 final [Архівовано 5 лютого 2021 у Wayback Machine.]– базовий документ, який закладає основи та передбачає основні напрямки розвитку усього ЄЗК. Комюніке включає початкову Дорожню карту ключових політик і заходів (разом із датами прийняття), необхідних для досягнення ЄЗК.

## Огляд
У порівнянні із запропонованим пакетом стимулів Green New Deal у Сполучених Штатах запланований темп декарбонізації економіки є нижчим, і ЄС має намір досягти чистого нуля протягом трьох десятиліть, а не протягом десяти років.
План включає потенційні тарифи на викиди вуглецю для країн, які не обмежують забруднення парниковими газами однаковою швидкістю. ЄЗК також включає:
- план дій з круговою економікою;
- огляд та можливий перегляд (за необхідности) всіх відповідних інструментів політики щодо клімату, включаючи систему торгівлі викидами;
- стратегія «від лану до столу» разом зі зміною фокусу з відповідності вимогам до продуктивності (яка винагородить фермерів за управління та зберігання вуглецю в ґрунті, поліпшення управління поживними речовинами, скороченням викидів, …);
- перегляд Директивів з оподаткуванням енергоресурсів, яка уважно вивчає субсидії на викопне паливо та звільнення від оподаткування (авіація, судноплавство);
- стратегія стійкої та розумної мобільності та лісова стратегія ЄС. Останні матимуть за основні цілі ефективне лісонасадження та збереження та відновлення лісів у Європі.[9]

ЄЗК також спирається на Horizon Europe, щоб дозволило б відігравати ключову роль у залученні національних державних та приватних інвестицій. Завдяки партнерству з промисловістю та країнами-членами, угода підтримуватиме наукові дослідження та інновації в транспортних технологіях, включаючи акумулятори, чистий водень, виробництво низьковуглецевої сталі, кругові сектори на основі біологічної енергії та побудовані умови.

## Приклади й експериментальні проєкти
Пандемія коронавірусу відвернула увагу громадськості від багатьох нагальних питань, не в останню чергу про кліматичну кризу. 
На пресконференції в Брюсселі в середу 10 липня 2020 Європейська Комісія оприлюднила свою стратегію для більш екологічного, чистого енергетичного майбутнього, покладаючи великі надії на збільшення використання водню в різних секторах, включаючи енергетику.
Ця нова політика призначена для сприяння виконанню зобов’язань Європейського Зеленого курсу щодо того, щоб блок став нейтральним до вуглецю до 2050 року. В даний час на енергетичний сектор припадає 75 відсотків викидів парникових газів в ЄС.
Комісія опублікувала свою Стратегію ЄС щодо інтеграції енергетичної системи як основу для енергетичного переходу, що включає заходи для досягнення більш кругової системи, впровадження більшої прямої електрифікації та розробки чистого палива. Але члени комісії також вважають, що водень повинен відігравати особливу роль у цьому сейсмічному зрушенні, започаткувавши Європейський альянс чистого водню (ECHA).

## Україна і Європейський зелений курс
XVII прем'єр-міністр України Олексій Гончарук запропонував ЄС розпочати діалог щодо розробки та розвитку спільної дорожньої карти в рамках Європейського зеленого курсу. Україна планує з перших кроків йти разом з ЄС шляхом виконання Європейського зеленого курсу. Верховний представник ЄС з питань закордонних справ і політики безпеки Жозеп Боррель, заявив про те, що угода про асоціацію Україна-ЄС, зокрема, зміни, що були внесені в її енергетичні додатки, відкриває для України можливості участі в Європейському зеленому курсі, з якою в Європі пов'язують майбутній технологічний та соціальний розвиток.

## Дискусія та критика
Громадяни та компанії могли подавати свої поправки до ЄЗК до 6 лютого 2020 року на вебсайті Європейської Комісії.
Ґрінпіс заявили, що ЄЗК йде в правильному напрямку, але цього буде недостатньо. «Якщо представлений план повинен відповідати цілям Паризької угоди, він повинен бути набагато амбітнішим. До 2040 року ми повинні зменшити викиди в Європейському Союзі на 65 % порівняно з 1990 роком, досягнувши одночасно нейтральности вуглецю вже в 2040 році».
DiEM25 зазначає, що ЄЗК занадто розпливчастий, не амбітний, повільний і не стосується системних причин кліматичної кризи.
Коментатор Радек Кубала критикує, що в угоді не існує чітких правил виплат за обіцяні 100 мільярдів євро для справедливої трансформації, угода не містить чіткого визначення газу, який починає замінювати виведені з експлуатації вугільні блоки в значній частині Європи, а також критикує запропонований підхід як повільний в зв'язку з прийняттям більш суворих зобов'язань щодо захисту клімату на Конференції з питань клімату COP25 в Глазго в листопаді 2020 року.
Окрім того, Європейський зелений курс критикували за те, що вона не враховує того, що від екологічних проблем найбільше страждають бідні та маргіналізовані верстви населення.
Наміри Європейського Союзу запровадити механізм вуглецевого коригування імпорту (англ. Carbon border adjustment mechanism, CBAM) викликають занепокоєння серед представників політичних, урядових та бізнес кіл в Україні. Уряд України створив спеціальну робочу групу з цього питання і наразі інформує бізнес, що йде пошук політичного розв'язання цього питання з ЄС. Українська чорна металургія та електроенергетика зазнають найбільшого впливу від впровадження CBAM. За експертними оцінками, загальні додаткові фінансові витрати українських експортерів на вивід лише чавуну та сталі на ринок ЄС після запровадження СВАМ можуть бути на рівні 300-900 млн євро на рік.

## Європейський зелений курс і Україна
Україна долучається до зусиль ЄС щодо зазначеної ініціативи шляхом впровадження принципів сталого розвитку, зменшення викидів парникових газів, підвищення використання альтернативних джерел енергії, збереження природних екосистем, захисту здоров я та добробуту громадян від наслідків зміни клімату, зменшення виробництва та споживання енергоємних продуктів, забезпечення конкурентоспроможності українських виробників та підприємств.
Європейський зелений курс створює широкий простір для взаємовигідної синхронізації політики та законодавства України з відповідними політиками та законодавством ЄС, а також співпраці України та ЄС у ключових сферах ЄЗК.
Кабінет Міністрів України на засіданні 24 січня 2020 року ухвалив постанову щодо утворення міжвідомчої робочої групи з питань координації подолання наслідків зміни клімату в рамках ініціативи Європейської Комісії «Європейський зелений курс», а також положення про таку робочу групу та її склад.
Відповідно до згаданої вище постанови до складу міжвідомчої робочої групи під керівництвом Віце-прем'єр-міністра з питань європейської та євроатлантичної інтеграції України Дмитра Кулеби будуть входити представники центральних органів виконавчої влади на рівні заступників міністрів, керівників інших центральних органів виконавчої влади, а також представники міжнародних організацій та установ в Україні, незалежні експерти і представники громадських об'єднань та неурядових організацій.
Уряд України заявив про намір нашої держави долучитись до ЄЗК. Такі прагнення уряду є важливими з огляду на необхідність формування в Україні державної політики, яка б враховувала екологічні та кліматичні виклики сьогодення. Водночас, слід брати до уваги увесь спектр наслідків ЄЗК для України в контексті можливостей та загроз, які він для нас створює. Реалізація ЄЗК створює для України низку стратегічних можливостей для розвитку, проте створює й низку загроз для України (включаючи обмеження доступу українських товарів на ринки ЄС та нові нетарифні бар’єри у торгівлі).
Представлений у квітні 2021 Міндовкілля проєкт Аналітичного огляду Другого Національного визначеного внеску до Паризької угоди обґрунтовує формування НВВ2. Він був розроблений, зокрема, з врахуванням Звіту з моделювання за участю Інституту економіки прогнозування (НАНУ), підтримки ЄБРР та Уряду Швеції. 